# تيدي داربي
تيدي داربي (بالإنجليزية: Teddy Darby) هو كاتب أغاني وعازف قيثارة وموسيقي ومغني أمريكي، ولد في 2 مارس 1906 في هندرسون في الولايات المتحدة، وتوفي في 1 ديسمبر 1975.

## وصلات خارجية
- تيدي داربي على موقع ميوزك برينز (الإنجليزية)
- تيدي داربي على موقع أول ميوزيك (الإنجليزية)
- تيدي داربي على موقع ديسكوغز (الإنجليزية)